# Frank Ojstersek
Francisco Ojstersek, más conocido como Frank Ojstersek (n. Buenos Aires, Argentina, 1 de agosto de 1955), es un destacado músico bajista y guitarrista que Integró destacadas bandas del rock argentino, como la Sr. Zutano y Spinetta Jade.

## Biografía
De formación clásica, Frank Ojstersek comenzó a estudiar música de adolescente en el Conservatorio Manuel de Falla.
En 1974 integra la banda Reino de Munt, como bajista y voz, junto a Alejandro Lerner (teclados), Raúl Porchetto (guitarra y voz), Gustavo Bazterrica (guitarras y voz) y Horacio Josebachvilli (batería).
En esos años acompaña a Raúl Porchetto, a León Gieco y a las bandas PorSuiGieco y Pastoral, participando en algunas grabaciones de esos artistas.
En 1977 forma Sr. Zutano, la primera banda de jazz rock de la Argentina, junto con Lito Epumer (guitarra), Pomo Lorenzo (batería) y Juan del Barrio (piano y teclados). Esta formación sería la base tomada por Luis Alberto Spinetta para formar Spinetta Jade.
En 1980 forma parte de Merlín, junto a Alejandro de Michele, Gustavo Montesano, Roberto Villacé y Daniel Colombres. Con casi todo el disco de la banda grabado, abandona la formación por problemas personales, siendo reemplazado por Gustavo Donés.
En 1981, Spinetta lo convoca para integrar Spinetta Jade, una de las grandes bandas de la historia del rock latino, con un sonido de jazz rock, en reemplazo de Beto Satragni. Allí toca junto a su compañero de Sr. Zutano, Pomo Lorenzo en batería, Diego Rapoport en teclados y Leo Sujatovich, también en teclados. Con esta formación graba el segundo álbum de la banda, Los niños que escriben en el cielo. Permanece en la banda hasta fines de 1982.
En 1981, es convocado por Miguel Zavaleta para integrar la primera formación de Suéter, junto a Daniel Colombres (batería), Gustavo Donés (bajo), Jorge Minissale (guitarra), Fabiana Cantilo (coros) y Celsa Mel Gowland (coros). Graba el primer álbum del grupo, titulado Suéter: La reserva moral de Occidente en 1982 y se retira en 1983.
A partir de la década de 1990, Ojstersek se dedicó a la enseñanza musical como actividad principal hasta la actualidad.

## Discografía (Álbumes)
- De Michele - Erausquin, con Pastoral - (1979)
- Merlín - (1980)
- Los niños que escriben en el cielo, con Spinetta Jade - (1980)
- Suéter: La reserva moral de Occidente, con Suéter - (1982)